# Erebia carolia
Erebia carolia är en fjärilsart som beskrevs av Karl Schawerda 1924. Erebia carolia ingår i släktet Erebia och familjen praktfjärilar. Inga underarter finns listade i Catalogue of Life.